# Alexandr Zacharčenko
Alexandr Vladimirovič Zacharčenko (rusky Алекса́ндр Влади́мирович Заха́рченко, ukrajinsky Олександр Володимирович Захарченко; 26. června 1976 Doněck – 31. srpna 2018 Doněck) byl nejvyšší představitel (prezident a zároveň předseda vlády) takzvané Doněcké lidové republiky.

## Životopis
Narodil se do rodiny horníka v Doněcku na tehdy sovětské Ukrajině. Původním povoláním byl důlní elektrikář. Vystudoval elektrotechnickou odbornou školu v rodném městě. Následné studium práv nedokončil.
31. srpna 2018 přišel Zacharčenko při výbuchu v restauraci „Separ“ v Doněcku o život. Ruské ministerstvo zahraničí označilo událost za vraždu a teroristický útok. Zacharčenko byl ženatý, z manželství vzešli tři synové.

## Politické působení
V průběhu nepokojů v Donbasu se Zacharčenko 16. dubna 2014 zúčastnil obsazení budovy oblastní správy v Doněcku. 7. srpna 2014 vystřídal rodilého Rusa Alexandra Borodaje jako předseda vlády Doněcké lidové republiky.
V září 2014 byl Zacharčenko vedoucím delegace doněckého separatistického území na jednání o mírovém plánu pro Donbas v Minsku. Tzv. první minská dohoda (Minsk I) nese jeho podpis. Také druhá minská dohoda (Minsk II) ze dne 12. února 2015 byla za Doněckou lidovou republiku podepsána Zacharčenkem.
Při bojích v rámci války na východní Ukrajině podporoval bojovníky Doněcké lidové republiky několikrát přímo na frontové linii. V roce 2015 byl zraněn v Debalcevu. V roce 2014 byl jedním ze zastánců návrhu zřídit na území východní Ukrajiny stát Novorusko. 18. července 2017 proklamoval pro přechodné období až tří let nový stát Malorusko.